# Brachicoma spura
Brachicoma spura är en tvåvingeart som först beskrevs av Wulp 1890.  Brachicoma spura ingår i släktet Brachicoma och familjen parasitflugor. Inga underarter finns listade.